# (16253) Griffis
(16253) Griffis es un asteroide perteneciente al cinturón de asteroides, descubierto el 29 de abril de 2000 por el equipo del Lincoln Near-Earth Asteroid Research desde el Laboratorio Lincoln, Socorro, Nuevo México.

## Designación y nombre
Designado provisionalmente como  2000 HJ52. Fue nombrado en honor a Wanda Griffis por ser la mentora de una finalista en la Búsqueda de talentos científicos de Intel de 2002, una competencia científica para estudiantes de último año de secundaria. Griffis es profesora en la escuela secundaria Murphy High School en Mobile, Alabama.

## Características orbitales
Griffis está situado a una distancia media del Sol de 3,046 ua, pudiendo alejarse hasta 3,466 ua y acercarse hasta 2,626 ua. Su excentricidad es 0,138 y la inclinación orbital 11,344 grados. Emplea 1942,20 días en completar una órbita alrededor del Sol.
Los próximos acercamientos a la órbita de Júpiter ocurrirán el 6 de septiembre de 2043, el 9 de enero de 2092 y el 28 de mayo de 2140.

## Características físicas
La magnitud absoluta de Griffis es 14,24. Tiene 4,961 km de diámetro y su albedo se estima en 0,164.